# El tejedor de milagros
El tejedor de milagros és una pel·lícula dramàtica mexicana del 1962 dirigida per Francisco del Villar. Va participar en la selecció oficial del 12è Festival Internacional de Cinema de Berlín i en el Festival Internacional de Cinema de Sant Sebastià 1963.

## Argument
Arnulfo és un teixidor de cistells: La seva dona es posa de part davant de la casa d'una dona que l'ajuda. Al poble, però, comença a córrer la veu que el nen ha nascut com un nen Déu, i un ateu intenta explotar en benefici seu el suposat miracle.

## Repartiment
- Pedro Armendáriz
- Columba Domínguez
- Begoña Palacios
- Sergio Bustamante
- Enrique Lucero
- Aurora Clavel
- Hortensia Santoveña
- José Gálvez
- José Luis Jiménez
- Pilar Souza
- Fanny Schiller
- Ada Carrasco
- Virginia Manzano
- Sadi Dupeyrón
- Lupe Carriles
- Miguel Suárez
- Victorio Blanco
- Socorro Avelar